# Tetraopini
Tribu
Les Tetraopini Thomson, 1860 sont une tribu de Coléoptères Cérambycidé Lamiinae répandue dans tout le monde, surtout dans les régions tropicales avec plus de deux cent cinquante espèces.

## Morphologie
Les Tetraopini sont bien caractérisés parmi les Lamiaires pour avoir les épisternes[Quoi ?] métathoraciques larges et convexes (caractéristique présente seulement aussi dans la tribu des Saperdini) et les yeux largement séparés, formant un lobe supérieur et un lobe inférieur, comme chez les Gyrins.

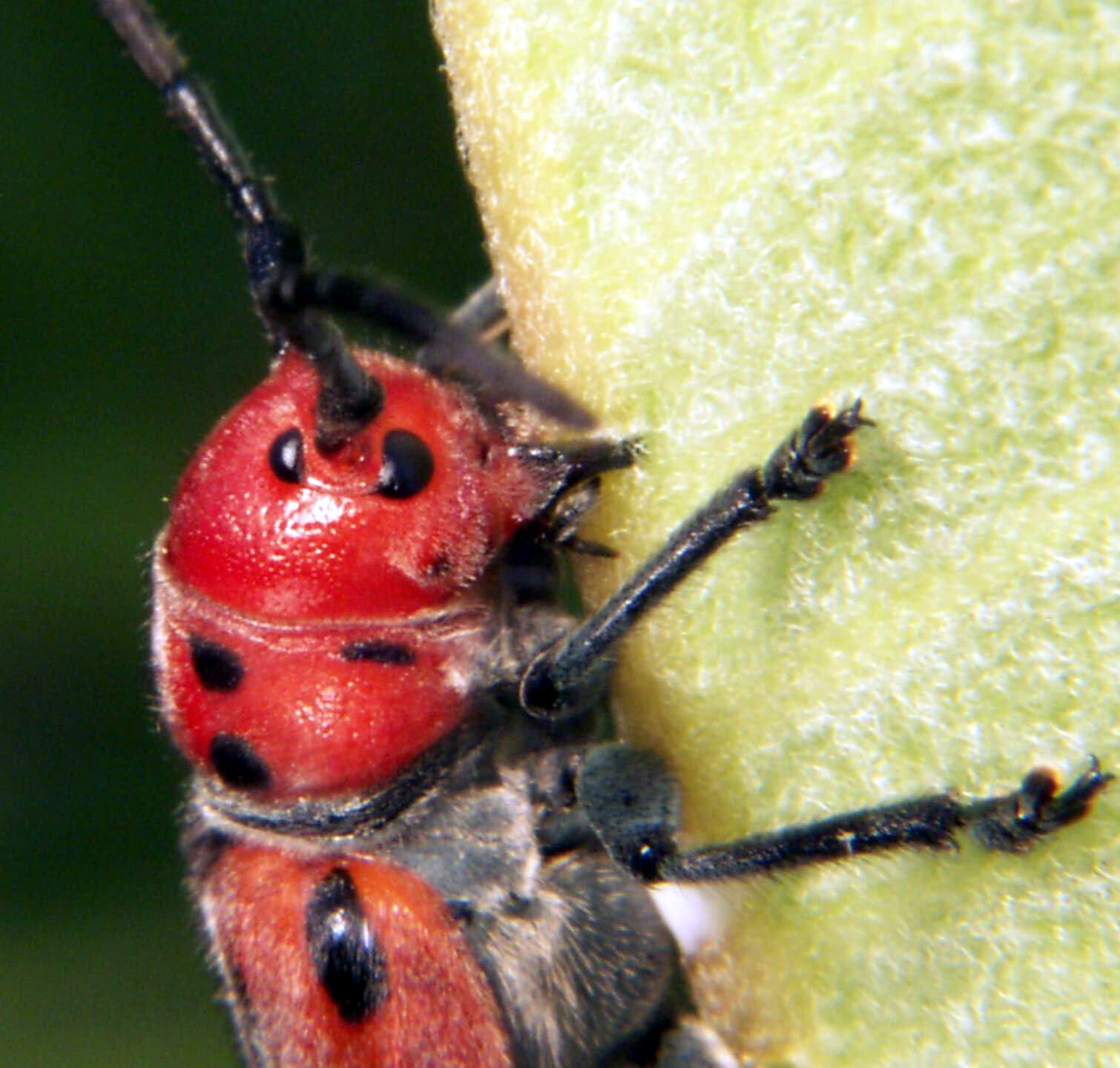
Tête de Tetraopes tetrophthalmus (litt. « à quatre yeux ») montrant les deux yeux de droite (noirs) séparés par la racine de l'antenne.

## Systématique

### Liste des genres présents en France

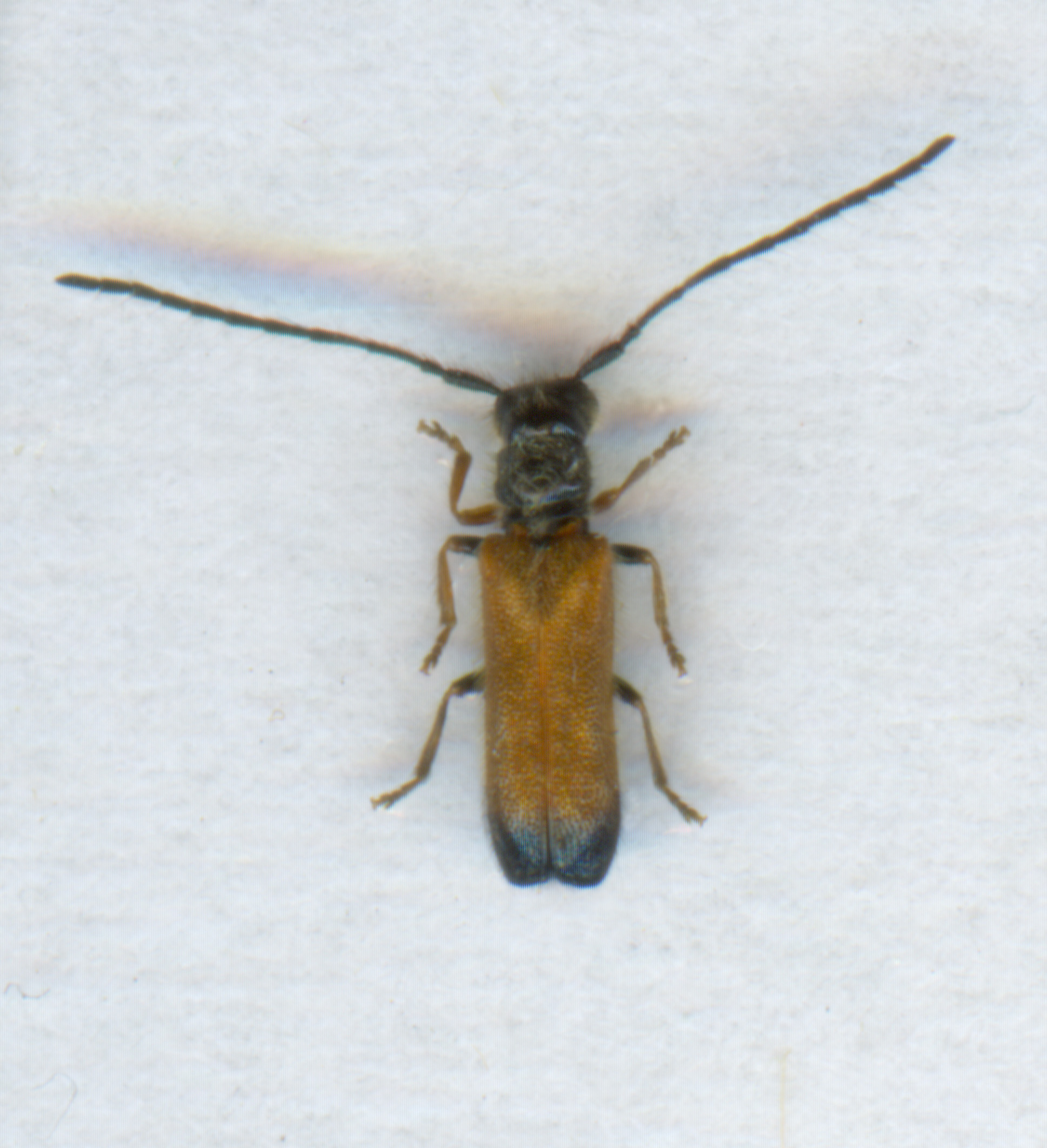
Tetrops praeustus (Linné, 1758)

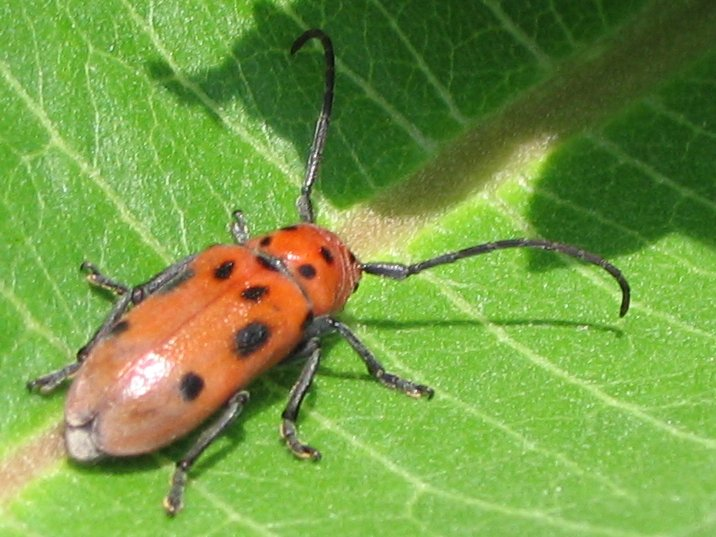
Tetraopes tetrophthalmus (Forster, 1771)

Les Tetraopini françaises ne comprennent qu'un genre avec trois espèces seulement,:
- genre Tetrops Kirby, 1826
  - Tetrops praeustus (Linné, 1758)
  - Tetrops gilvipes (Faldermann, 1837)
  - Tetrops starkii Chevrolat, 1859

### Liste des genres
Selon ITIS (26 août 2014) :
- genre Phaea Newman, 1840
- genre Tetraopes Dalman in Schoenherr, 1817

Selon NCBI (26 août 2014) :
- genre Astathes
  - Astathes episcopalis
- genre Phaea
  - Phaea biplagiata
  - Phaea maryannae
  - Phaea mirabilis
  - Phaea vittata
- genre Tetraopes
  - Tetraopes annulatus
  - Tetraopes basalis
  - Tetraopes discoideus
  - Tetraopes femoratus
  - Tetraopes mandibularis
  - Tetraopes melanurus
  - Tetraopes pilosus
  - Tetraopes quinquemaculatus
  - Tetraopes sublaevis
  - Tetraopes tetrophthalmus
  - Tetraopes texanus
  - Tetraopes umbonatus
  - Tetraopes varicornis
- genre Tetrops
  - Tetrops praeustus